# Дехна
Де́хна, или Ма́лый Нефу́д (араб. صحراء الدهناء‎, Эд-Дехна, Дехан) — песчаная пустыня на Ближнем Востоке, в центре Аравийского полуострова. 
Пустыня занимает узкую (от 20 до 70 км) древнюю ложбину, протягивающуюся на 1200 км с севера на юго-восток, и соединяет пустыни Большой Нефуд (на севере) и Руб-эль-Хали (на юге-востоке). На западе ограничена куэтовыми возвышенностями Тувайк и Эль-Арма, на востоке — Эс-Сумман и Эс-Сульб. На востоке переходит в пустыню Эль-Хаса. 
В 100 км к западу от Дехны, за Эль-Арма находится столица Саудовской Аравии Эр-Рияд. Преобладающие высоты 400—500 метров над уровнем моря. Куэстовая область сравнительно богата поверхностными и подземными (грунтовыми) водами. Территорию пересекают значительные вади (Эр-Румма, Эль-Батин), берущие начало на плоскогорье Неджд. 
В южной части пустыни расположен крупный оазис Эль-Хардж. Характерна разреженная кустарничково-солянковая растительность. Из хозяйственной деятельности — пастбищное животноводство.
- Вид на пустыню Дехна из космоса
- Караван одногорбых верблюдов в Дехне